# Paul Schuster (Mediziner)
David Paul Schuster (geboren 1. September 1867 in Köln; gestorben 6. April 1940 in London) war ein deutscher Neuropathologe und Neurologe.

## Leben
Schusters Eltern waren der jüdische Kölner Kaufmann David (genannt Berman) Schuster und dessen Ehefrau Emilie, geb. Isaac. Er legte das Abitur am Friedrich-Wilhelm-Gymnasium in Köln ab und studierte anschließend von 1886 bis 1891 Medizin an den Universitäten Bonn, München und Berlin. 1880 wurde er in Bonn promoviert. Nach Stationen am Pathologischen Institut der Universität Greifswald, Assistent am Bakteriologischen Institut der Universität Bonn und als Assistent an der privaten Poliklinik für Nervenkrankheiten in Berlin bei Emanuel Mendel wurde er 1903 habilitiert. Ab 1904 arbeitete er an der Tierarzneischule in Berlin und am Siechenkrankenhaus in Berlin. Im selben Jahr heiratete er Sophia Horwitz, mit der er zwei Kinder hatte. 1910 wurde er Titularprofessor, 1921 dann außerordentlicher Professor an der Universität Berlin sowie dirigierender Arzt der Nervenabteilung des Städtischen Hufeland-Krankenhauses in Berlin. Schuster galt als Pionier des Einsatzes der Filmtechnik in der Nervenheilkunde. So setzte er zum Beispiel Zeitlupenaufnahmen für die Diagnostik bei starkem und schnellen Zittern ein. Zu seinen Schülern gehörte der Neurologe Fritz Fränkel. Schuster war Mitglied der Gesellschaft Deutscher Nervenärzte und der Berliner Gesellschaft für Neurologie und Psychiatrie.
Aufgrund seiner jüdischen Herkunft wurde er nach dem „Gesetz zur Wiederherstellung des Berufsbeamtentums“ 1933 aus dem Gesundheitsdienst der Stadt Berlin entlassen, seine Lehrbefugnis wurde ihm entzogen. Schuster arbeitete bis 1938 als Leiter der Nervenstation der Neurologischen Poliklinik des Krankenhauses der Jüdischen Gemeinde Berlin. 1938/39 emigrierte er nach Großbritannien.

## Veröffentlichungen (Auswahl)
- Die Guajak-Blutreaktion und ihre klinische Brauchbarkeit. Bonn 1890 (Bonn, Univ., Diss., 1890).
- Die Untersuchung und Begutachtung bei traumatischen Erkrankungen des Nervensystems: ein Leitfaden für Practiker. Karger, Berlin 1899.
- Zur neurologischen Untersuchung Unfallkranker: Erfahrungen und Ratschläge. Berlin 1899 (Berliner Klinik; 135).
- Psychische Störungen bei Hirntumoren: klinische und statistische Betrachtungen. Enke, Stuttgart 1902.
- Das Nervensystem und die Schädlichkeiten des täglichen Lebens. Quelle & Meyer, Leipzig 1908 (Wissenschaft und Bildung; 19).
- Drei Vorträge aus dem Gebiete der Unfall-Neurologie. Thieme, Leipzig 1910.